# Marcel von Winckelmann
Marcel von Winckelmann (* 17. Januar 1994 in Würzburg) ist ein deutscher Koch.

## Werdegang
Die Ausbildung absolvierte er im Restaurant Schwingshackl Esskultur bei Erich Schwingshackl in Bernried. Dann hatte er Stationen im Restaurant Ikarus im Hangar 7 in Salzburg, im Restaurant Il Gardino in Bad Grießbach und als Souschef im Restaurant Lukas in Schärding. 2017 absolvierte er eine Fortbildung zum Küchenmeister.
2021 wurde er Küchenchef im Landgasthof zum Müller in Ruderting.
2025 öffnete er sein Restaurant Marcel von Winckelmann in Passau, das im Juni 2025 mit einem Michelinstern ausgezeichnet wurde.

## Auszeichnungen
- 2025: Ein Michelinstern für das Restaurant Marcel von Winckelmann in Passau